# Portal Rock
Der Portal Rock (englisch für Portalfels) ist ein 1990 m hoher, turmartiger Felshügel in der antarktischen Ross Dependency. Er ragt rund 2,5 km nordwestlich des Fairchild Peak und südlich des Mündungsgebiets des Tillit-Gletschers in den Lennox-King-Gletscher auf.
Wissenschaftler eines Geologenteams der Ohio State University, die zwischen 1966 und 1967 in diesem Gebiet tätig waren, benannten ihn so, da die einzig sichere Route zum Tillite-Gletscher zwischen dieser Formation und dem Fairchild Peak liegt.